# Arsenio Pastor Erico
Arsenio Pastor Erico (Asunción, 30 de març de 1915 - 23 de juliol de 1977) fou un futbolista paraguaià dels anys 30 i 40.

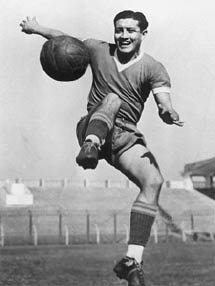
Arsenio Erico jugant a Independiente.

És considerat el millor futbolista paraguaià de tots els temps.
Començà la seva trajectòria al Club Nacional d'Asunción, on debutà a l'edat de 15 anys. Durant els inicis dels anys 30 participà amb una selecció de la Creu Roja en una gira per Argentina, amb la intenció de recollir fons per la Guerra del Chaco. Les seves bones actuacions feren que el Club Atlético Independiente es fixés en ell i l'incorporés a la seva disciplina. Debutà amb Independiente el 6 de maig de 1936. El 1937 realitzà una gran campanya marcant 47 gols. El 1938 en marcà 43, guanyant el campionat, i el 1939 40.
Ja veterà defensà els colors d'Huracán, acabant la seva carrera de nou a Nacional. També defensà els colors de la selecció de futbol del Paraguai.
Durant la seva vida professional va rebre nombrosos sobrenoms com el rey del goI, el saltarín rojo, el hombre de goma, el semidiós o el artillero.
Arsenio Erico també visqué una breu etapa com a entrenador dirigint el Nacional i el Club Sol de América.
Grans llegendes del futbol com Alfredo Di Stéfano, el brasiler Leônidas da Silva i el paraguaià Delfín Benítez Cáceres han considerat Erico com un dels millors jugadors de la història. El davanter argentí Francisco Varallo recordà Erico com un fenomen que excel·lia a marcar gols de cap pel seu gran salt.
L'estadi del Club Nacional porta el seu nom, i seccions de l'estadi Defensores del Chaco al Paraguai i l'estadi Libertadores de América a Avellaneda també duen el nom d'Arsenio Erico.

## Palmarès
Campionats nacionals
- Campionat argentí de futbol:
  - 1938, 1939
- Copa Dr. Carlos Ibarguren:
  - 1938, 1939
- Copa Adrián C. Escobar:
  - 1939
- Lliga paraguaiana de futbol:
  - 1942

Campionats internacionals
- Copa Aldao:
  - 1938, 1939

Distincions individuals
- Màxim golejador del campionat argentí de futbol:
  - 1937, 1938, 1939